# Seiersberg-Pirka
Seiersberg-Pirka é um município da Áustria, situado no distrito de Graz-Umgebung, na estado da Estíria. Tem 17,36 km² de área e sua população em 2019 foi estimada em 11.216 habitantes.